# Gabínia (gens)
A gens Gabínia (em latim: Gabinia; pl. Gabinii) era uma família plebeia da Roma Antiga . Os membros desta gens aparecem pela primeira vez no século II a.C. O nomen deriva da cidade de Gábios, a leste de Roma. 

## Praenomina
Todos os Gabínios conhecidos a partir de registros históricos traziam os prenomes Aulo, Públio e possivelmente Caio. 

## Ramos e cognomina
Os Gabínios não parecem ter sido divididos em estripes distintos. Os sobrenomes Capitão, Cimber e Sisena estão associados a membros individuais. 

## Membros
- (Aulo?) Gabínio, colocado no comando da guarnição de Escodra em Ilírico pelo procônsul Lúcio Anício Galo em 167 a.C.
- Aulo Gabínio, tribuno da plebe em 139 a.C., ele introduziu a primeira lex tabellaria, permitindo o voto por cédula.
- Aulo Gabínio, questor em 101 a.C., servindo sob o comando do procônsul Marco Antônio contra os piratas Cilícios.
- Aulo (ou Caio?) Gabínio, um legado na Guerra Social, que fez campanha com sucesso contra os marsos e lucanos; ele foi morto enquanto bloqueava um acampamento inimigo, 89 a.C.
- Aulo Gabínio, um tribuno militar que lutou sob o comando de Sula na Batalha de Queroneia. Em 81 a.C., Sula enviou-o para Ásia com instruções para Lúcio Licínio Murena terminar a guerra contra Mitídates do Ponto. Ele era conhecido por sua moderação e senso de honra.
- Aulo Gabínio, cônsul em 58 a.C. Como tribuno da plebe em 66, ele introduziu uma lei dando a Pompeu o comando na guerra contra os piratas. Como procônsul da Síria, interveio numa luta dinástica egípcia, pela qual foi posteriormente processado, multado e exilado, embora posteriormente tenha sido chamado de volta por César.
- Aulo Gabínio A. f. Sisena, filho do cônsul, implorou a Mêmio que parasse de arengar ao pai diante do povo, mas sem sucesso.
- Públio Gabínio, pretor em 89 a.C, foi posteriormente propretor em Acaia. Ao retornar à Roma, ele foi acusado de extorsão por Lúcio Calpúrnio Pisão,[i] e condenado. Em 76 a.C. ele foi um dos três enviados enviados a Eritras para coletar profecias sibilinas.
- Públio Gabínio Capitão, ou Caio Gabínio Cimber, membro ativo da conspiração de Catilina em 63 a.C.
- Aulo Gabínio Segundo, cônsul em {{DC|35
- Aulo Gabínio Secundo, cônsul em 43
- Públio Gabínio Secundo Cáucio (ou Cáuquio), um general sob comando de Cláudio.
- Caio Gabínio Bárbaro Pompeiano, procônsul da Ásia entre 212 e 217.[3]
- (Gabínio) Bárbaro Pompeiano, consular da Campânia em 333[4]
- Gabínio, um rei dos quados germânicos, assassinado por Valentiniano I por volta de 374.
- Gabínio Bárbaro Pompeiano, governador da Africa por volta do ano 400, e prefeito urbano de Roma durante o cerco de Alarico I em 409. Propôs fazer sacrifícios aos deuses pagãos para proteger a cidade e foi linchado por uma multidão durante a escassez de alimentos.